# UFC Fight Night: Cerrone vs. Oliveira
UFC Fight Night: Cowboy vs. Cowboy (también conocido como UFC Fight Night 83) fue un evento de artes marciales mixtas celebrado por Ultimate Fighting Championship el 21 de febrero de 2016 en el Consol Energy Center, en Pittsburgh, Pensilvania.

## Historia
El evento estelar contó con el combate de peso wélter entre Donald Cerrone y Alex Oliveira.
John Lineker esperaba enfrentarse a Cody Garbrandt en el evento. Sin embargo, el 15 de febrero, Lineker se retiró del combate por el virus dengue. En su lugar, Augusto Mendes lo reemplazó.

## Premios extra
Cada peleador recibió un bono de $50,000.
- Pelea de la Noche: Lauren Murphy vs. Kelly Faszholz
- Actuación de la Noche: Donald Cerrone y Chris Camozzi